# 대한민국 상법 제338조
대한민국 상법 제338조는 기명주식의 입질에 대한 상법 회사법의 조문이다.

## 조문
第338條 (記名株式의 入質) ① 記名株式을 質權의 目的으로 하는 때에는 株券을 質權者에게 交付하여야 한다.
②質權者는 繼續하여 株券을 占有하지 아니하면 그 質權으로써 第三者에게 對抗하지 못한다.